# 中居正广的News大会
中居正广的News大会（日语：／ Nakai Masahiro no Nyūsu Nakai）是日本一档计划从2019年4月27日每周六12:00到13:00（日本标准时）播出的生活资讯与新闻节目。节目的制作方为朝日电视台，播出机构为朝日电视网。节目由中居正广主持，并且是他的冠名节目。

## 演出人员
- 中居正广（主持人）
- 剧团一人（联合主持 / 常驻嘉宾）
- 古市宪寿（日语：古市憲寿）（联合主持 / 常驻嘉宾）
- 柳泽秀夫（日语：柳澤秀夫）（现场解说）

## 联播平台
| 播出范围   | 播出频道       | 所属联播网 | 播出时间                          | 备注     |
| ---------- | -------------- | ---------- | --------------------------------- | -------- |
| 关东广域圈 | 朝日电视台     | 朝日电视网 | 每周六12:00－13:00 （日本标准时） | 制作机构 |
| 北海道     | 北海道电视台   | 朝日电视网 | 每周六12:00－13:00 （日本标准时） | 联播机构 |
| 长野县     | 长野朝日放送   | 朝日电视网 | 每周六12:00－13:00 （日本标准时） | 联播机构 |
| 中京广域圈 | 名古屋电视台   | 朝日电视网 | 每周六12:00－13:00 （日本标准时） | 联播机构 |
| 近畿广域圈 | 朝日放送电视台 | 朝日电视网 | 每周六12:00－13:00 （日本标准时） | 联播机构 |
| 福冈县     | 九州朝日放送   | 朝日电视网 | 每周六12:00－13:00 （日本标准时） | 联播机构 |
| 熊本县     | 熊本朝日放送   | 朝日电视网 | 每周六12:00－13:00 （日本标准时） | 联播机构 |